# هاوتیون
هاوتیون (به فرانسوی: Haution) یک کمون (فرانسه) در فرانسه است که در ان (ا-دو-فرانس) واقع شده‌است. هاوتیون ۹٫۳۴ کیلومتر مربع مساحت دارد ۱۲۷ متر بالاتر از سطح دریا واقع شده‌است.